# Milton Nascimento
Milton Nascimento (Rio de Janeiro, 26 oktober 1942) is een Braziliaanse singer-songwriter. Hij wordt beschouwd als een van de iconen van de Braziliaanse muziek.
Nascimento werd geboren in Rio de Janeiro. Zijn moeder was Maria do Carmo Nascimento. Toen hij slechts een paar maanden oud was werd de jongen geadopteerd door de familie waar zijn moeder eerder had gewerkt; het echtpaar Josino Brito Campos (bankier, wiskundeleraar en elektrotechnicus) en Lília Silva Campos (een muzieklerares). Hij woonde in de wijken Laranjeiras en Tijuca van Rio de Janeiro. Toen hij 18 maanden oud was stierf zijn biologische moeder en ging hij met zijn adoptieouders mee naar de stad Três Pontas, Minas Gerais.

Milton Nascimento, 1969.

In het begin van zijn carrière speelde Nascimento in twee sambagroepen, Evolussamba en Sambacana. In 1963 verhuisde hij naar Belo Horizonte, en zijn vriendschap met de broers Borges leidde tot de Clube da Esquina ("hoekclub"). De andere leden waren Beto Guedes, Toninho Horta, Wagner Tiso en Flávio Venturini.
Nascimento is beroemd om zijn falsetto en toonhoogte, evenals om liedjes zoals "Canção da América" (Lied van Amerika) en "Coração de Estudante" (het hart van een student). De tekst van "Coração de Estudante" herinnert aan de begrafenis van de student Edson Luís, die tijdens de militaire dictatuur gedood werd door een politieman in 1968. Het lied werd het volkslied voor de campagne van diretas já in 1984. Het werd ook gespeeld tijdens de begrafenis van de president Tancredo Neves het volgende jaar, die stierf voordat hij het ambt kon aanvaarden.
De internationale doorbraak voor Nascimento kwam met zijn samenwerking met jazzsaxofonist Wayne Shorter op het album Native Dancer (1974). Dit leidde tot samenwerking met sterren als Peter Gabriel, Paul Simon, James Taylor en Pat Metheny.
Door zijn vriendschap met gitarist Warren Cuccurullo, kwam een plaatopname tot stand met de pop-rockband Duran Duran (1993). Nascimento schreef en zong in het Portugees het lied "Breath After Breath" op het album Duran Duran. Hij ging ook met de band mee op tour in Brazilië om het album te promoten.
Nascimento kreeg een Grammy Award in de categorie "Best World Music Album" in 1998 voor zijn album "Nascimento", en werd ook genomineerd in 1991 en 1995.

## Discografie
| Titel                            | Opmerking              | Platenmaatschappij | Jaar |
| -------------------------------- | ---------------------- | ------------------ | ---- |
| Milton Nascimento                |                        | A&M                | 1967 |
| Courage                          |                        | A&M/CTI            | 1968 |
| Milton Nascimento                |                        | EMI Odeon          | 1969 |
| Milton                           |                        | EMI Odeon          | 1969 |
| Clube Da Esquina                 | met Lô Borges          | EMI Odeon          | 1972 |
| Milagre Dos Peixes               |                        | EMI Odeon          | 1973 |
| Milagre Dos Peixes Ao Vivo       |                        | EMI Odeon          | 1974 |
| Minas                            |                        | EMI Odeon          | 1975 |
| Geraes                           |                        | EMI Odeon          | 1976 |
| Milton                           |                        | A&M                | 1976 |
| Clube Da Esquina 2               | met Lô Borges          | EMI Odeon          | 1978 |
| Travessia                        |                        | A&M                | 1978 |
| Journey To Dawn                  |                        | A&M                | 1979 |
| Sentinela                        |                        | Verve              | 1980 |
| Cacador De Mim                   |                        | BMG Ariola         | 1981 |
| Anima                            |                        | Verve              | 1982 |
| Quilombo                         |                        | Verve              | 1982 |
| Ao Vivo                          |                        | Barclay            | 1983 |
| Encontros E Despedidas           |                        | Polydor            | 1985 |
| A Barca Dos Amantes              |                        | Verve              | 1986 |
| Yauarate                         |                        | Columbia           | 1987 |
| Miltons                          |                        | Columbia           | 1989 |
| Txai                             |                        | Columbia           | 1990 |
| O Planeta Blue Na Estrada Do Sol |                        | Columbia           | 1992 |
| Angelus                          |                        | Warner Brothers    | 1994 |
| Amigo                            |                        | Warner Brothers    | 1995 |
| Nascimento                       |                        | Warner Brothers    | 1997 |
| Tambores De Minas                |                        | Warner Brothers    | 1997 |
| Milton Nascimento 'Crooner'      |                        | Warner             | 1999 |
| Brazilian Rhapsody               | met Daniel Barenboim   | Teldec             | 2000 |
| Gil & Milton                     | met Gilberto Gil       | Warner             | 2000 |
| Pieta                            |                        | Warner             | 2002 |
| Novas Bossas                     |                        | EMD International  | 2008 |
| ...E a Gente Sonhando            |                        | EMI                | 2010 |
| Milton + esperanza               | met Esperanza Spalding | Concord            | 2024 |